# José Donoso Lizama
José Adán Donoso Lizama (* 13. Februar 1930 in San Vicente de Tagua Tagua; † 27. Mai 2023) war ein chilenischer Fußballspieler und -trainer. Der Torwart gewann mit dem CD Palestino den Meistertitel 1955.

## Karriere
José Donoso durchlief die Jugendmannschaften vom CD Ferroviarios und erreichte 1949 mit der Auswahl von Santiago die nationale Amateur-Vizemeisterschaft in La Serena. Anschließend wechselte er zu Audax Italiano, wo er Ersatztorhüter hinter Daniel Chirinos war. 1953 wechselte er zum CD Palestino, wo er bis zu seinem Rücktritt 1967 spielte. Mit den Arabes gewann er die Meisterschaft 1955. Donoso verstärkte den CSD Colo-Colo 1958 auf der Tour nach Lima und war Teil des Kaders von Palestino auf dessen Mittelamerikatour 1959.

## Erfolge
Palestino
- Chilenischer Meister: 1955